# Karla Sengteller
Karla Sengteller (* 21. Januar 1990 in Bremen) ist eine deutsche Schauspielerin.

## Leben
Karla Sengteller stand zunächst in ihrer Heimatstadt am Theater Bremen auf der Bühne. Von 2010 bis 2014 studierte sie Schauspiel an der Universität der Künste Berlin. Während ihres Studiums spielte sie am Maxim-Gorki-Theater Berlin, am Hans Otto Theater Potsdam und am Deutschen Theater Berlin. Nach Abschluss ihres Schauspielstudiums engagierte Claus Peymann sie 2014 als festes Mitglied des Berliner Ensembles im Theater am Schiffbauerdamm. Nach mehreren Jahren am Berliner Ensemble arbeitet Karla Sengteller seit Sommer 2017 als freie Schauspielerin.

## Theater
- 2010: Friedrich Schiller: Die Räuber - Regie: Volker Lösch (Theater Bremen)
- 2012: Michel Decar: Waldemarwolf (als Die Mine) - Regie: Korbinian Schmidt (Maxim-Gorki-Theater Berlin)
- 2012: Rainer Werner Fassbinder: Anarchie in Bayern (als Phönix Normalzeit) - Regie: Claudia Bauer (UNI.T - Theater der UdK Berlin)
- 2013: Fanny Sorgo: Der himmelblaue Herr - Regie: Fabian Gerhardt (Hans Otto Theater Potsdam)
- 2013: Carine Lacroix: Burn Baby Burn (als Erla) - Regie: Fabian Gerhardt (Deutsches Theater Berlin)

Am Berliner Ensemble:
- 2014: Bertolt Brecht: Mutter Courage und ihre Kinder (als Kattrin) - Regie: Claus Peymann
- 2014: Frank Wedekind: Frühlings Erwachen (als Wendla) - Regie: Claus Peymann
- 2014: Bertolt Brecht: Die Dreigroschenoper (als Vixer) - Regie: Robert Wilson
- 2014: Pierre Carlet de Marivaux: Der Streit (als Églé) - Inszenierung: Jutta Ferbers
- 2014: Paul Celan: Schwarze Milch der Frühe - Der Dichter Paul Celan - Inszenierung: Jutta Ferbers
- 2014: Bertolt Brecht: Es wechseln die Zeiten ... - Regie: Manfred Karge
- 2014: Bertolt Brecht: Der aufhaltsame Aufstieg des Arturo Ui (als Mabel Sheet) - Inszenierung: Heiner Müller
- 2015: Franz Kafka: Der Prozess (als Frau des Gerichtsdieners) - Inszenierung: Claus Peymann
- 2015: Thomas Bernhard: Die Macht der Gewohnheit (als Enkelin) - Inszenierung: Claus Peymann
- 2015: Bertolt Brecht: Der gute Mensch von Sezuan (als Die Schwägerin) - Regie: Leander Haußmann
- 2015: Anton Pawlowitsch Tschechow: Drei Schwestern (als Irina) - Regie: Leander Haußmann
- 2016: Roger Vitrac: Victor oder Die Kinder an der Macht - Regie: Nicolas Charaux
- 2016: Rainer Werner Fassbinder: Bremer Freiheit (als Luisa Mauer) - Regie: Catharina May
- 2017: Ferdinand Bruckner: Krankheit der Jugend (als Lucy) - Regie: Catharina May
- 2017: Bertolt Brecht: Baal (als Johanna) - Regie: Sebastian Sommer
- 2017: Die Danksager - Bunter Abend (als Die Assistentin) - Regie: Leander Haußmann, Sven Regener

Am Renaissance-Theater Berlin:
- 2018: Edward Albee: Wer hat Angst vor Virginia Woolf? (als Honey) - Regie: Torsten Fischer

An der Neuköllner Oper Berlin:
- 2019: Casting Clara (als Clara) - Regie: Cordula Däuper

Am Ernst Deutsch Theater Hamburg:
- 2020: Georg Büchner: Leonce und Lena (als Lena) - Regie: Mona Kraushaar

## Hörspiel
- 2012: Paul Hindemith: Tuttifäntchen - Regie: Ralph Schäfer Produktion: RBB Kulturradio
- 2015: Michel Decar: Jenny Jannowitz - Regie: Michel Decar Produktion: Deutschlandradio Kultur
- 2016: Maria Inés Krimer: Sangre Kosher - Regie: Giuseppe Maio Produktion: Deutschlandradio Kultur
- 2017: Nolte Decar: Das Tierreich - Regie: Michel Decar Produktion: Deutschlandfunk Kultur
- 2017: Katja Hensel: Entschieden wahllos - Produktion: Deutschlandfunk Kultur
- 2019: Walverwandt und nachtaquatisch - Lyrik-Lesung - Produktion: Deutschlandfunk Kultur

## Filmografie
- 2012: Ich habe geträumt, dass Berlin brennt
- 2016: 6 Jahre, 7 Monate & 16 Tage - Die Morde des NSU - Dokumentarfilm (als Sprecherin)
- 2022: Stasikomödie

## Auszeichnungen
- 2022: Hersfeld-Preis für ihre Darstellung der Ziege Djali in Joern Hinkels Inszenierung und Bühnenfassung von Notre Dame nach dem Roman von Victor Hugo